# Села-при-Шумберку
Села-при-Шумберку (словен. Sela pri Šumberku) — поселення в общині Требнє, регіон Південно-Східна Словенія, Словенія.